# 红股角蟾
红股角蟾（学名：Boulenophrys rubrimera），一种分布于越南西北部及中华人民共和国云南省东南部的两栖动物，隶属于角蟾科布角蟾属。模式产地为越南老街省沙巴。

## 形态特征
红股角蟾体型较小，雄蟾体长26.7～30.5毫米。身体背面呈浅棕色，眶间具有镶米黄色边的深色“Y”形标志，背部有一较不明显的V型肤棱，两边向前延伸到鼓膜和腋窝之间的上方，肤棱上有黑色突起，第二个呈U型肤棱中外侧与背外侧褶皱相连；腹面为浅灰色具深灰色和白色斑点。

## 保护
本种于2023年被收录入《有重要生态、科学、社会价值的陆生野生动物名录》。